# 西川佳克
西川 佳克（にしかわ よしかつ、1965年5月1日‐ ）は、日本の体育指導者、政治家。千葉県我孫子市議会議員（2期）。日本体育大学卒業、筑波大学大学院修了。

## 来歴・人物
兵庫県姫路市出身。千葉県我孫子市在住。中学校時代は軟式テニス部のキャプテンを務めた。
高校は、兵庫県立社高等学校体育科に進学。器械体操部に所属し昭和50年代後半の月面宙返り（ムーンサルト）の技を日々練習していた。卒業後は、体育教師を目指し日本体育大学体育学部に入学。大学時代では学校体育の分野だけではなく「社会体育」という地域、医療、福祉、保育、企業などの分野でも活躍できる指導者を目指し、卒業後は、財団法人児童手当協会（名称改正・児童育成協会）こどもの城・体育事業部にて幼児から高齢者までの運動指導に携わった。トレーニング指導、障害者教室、マタニティスイミングも担当していた。その時、マタニティで来ていた奈良富士子（女優・歌手）はそれ以来の友人。また、阿木燿子（作詞家・作家）とは誕生日が同じだったこともあり意気投合し、平泳ぎを熱血指導。その後、数々の大学非常勤講師を経て、日本放送協会（NHK）のオーディションを受け、2001年（平成13年）から2016年（平成28年）3月までNHKテレビ・ラジオ体操指導者を務めた。2003年（平成15年4月）筑波大学大学院体育研究科健康教育学専攻に入学し、「ラジオ体操が体に及ぼす影響」をテーマに筋肉、神経、脳などの運動生理学を研究し、修士号取得。NHK体操指導者退任後は、「健康づくり」をテーマにスポーツ・運動・レクリエーションを通して、幼児から高齢者、老若男女を問わず幅広い対象者と学校、地域、企業など様々な現場で指導や企画、運営に携わっている。
2019年11月17日投開票の我孫子市議会議員選挙に日本維新の会公認で立候補し当選。2023年11月19日投開票の我孫子市議選で再選。

## 出演番組
- ラジオ体操・テレビ体操（NHK各種ラジオ・テレビ媒体）
- みんなの体操（NHK各種テレビ媒体）
- 1000万人ラジオ体操・みんなの体操祭
- 今夜も生でさだまさしスペシャル・朝まで生で音楽会2014、2015、2016 - 各年の”体操コーナーで指導『真夜中のラジオ体操』”
- すっぴん!（2012年10月　NHKラジオ第1放送） - ゲスト出演
- 老人ホーム「ハッピーロード」愉快な仲間たちの事件簿（2016年9月、テレビ東京） - 体操の先生 役
- ソレダメ!〜あなたの常識は非常識!?〜（2017年11月、2018年6月、テレビ東京）
- 眠れない貴女へ（2018年7月、NHK FM） - ゲスト出演

## ビブリオグラフィ

### 共著書
- 『NHKテレビ・ラジオ体操』2001年度版、2002年度版、2003年度版、2004年度版
- 『にしかわ体操』（アスコム、2017年7月）
- 『老けない脳と体をつくるスクワット』（エイ出版社、2018年4月）

## ビデオソフト
- NHKテレビ体操 [DVD]
- NHKテレビ体操 ワンポイントレッスン ～すべて解説! ラジオ体操第1・ラジオ体操第2・みんなの体操～ [DVD]
- NHKテレビ体操 ～ラジオ体操 第1/ラジオ体操 第2/みんなの体操[DVD]